# Svetlana Igumenova
Svetlana Igumenova –en ruso, Светлана Игуменова– (23 de marzo de 1988) es una deportista rusa que compite en taekwondo. Ganó una medalla de bronce en el Campeonato Mundial de Taekwondo de 2015 y una medalla de bronce en el Campeonato Europeo de Taekwondo de 2014, ambas en la categoría de –49 kg.

## Palmarés internacional
| Campeonato Mundial | Campeonato Mundial  | Campeonato Mundial | Campeonato Mundial |
| Año                | Lugar               | Medalla            | Categoría          |
| ------------------ | ------------------- | ------------------ | ------------------ |
| 2015               | Cheliábinsk (Rusia) | Medalla de bronce  | –49 kg             |
| Campeonato Europeo |                     |                    |                    |
| Año                | Lugar               | Medalla            | Categoría          |
| 2014               | Bakú (Azerbaiyán)   | Medalla de bronce  | –49 kg             |